# Alberto di Jorio
Alberto di Jorio (18 de julho de 1884 - 5 de setembro de 1979), foi cardeal da Igreja Católica e por muitos anos, juntamente com o leigo Bernardino Nogara, a potência por trás da crescente riqueza do Vaticano e do Istituto per le Opere di Religione (popularmente conhecido como o "Banco do Vaticano").

## Início da vida
Desde seus primeiros anos di Jorio foi destinado a uma carreira na Cúria Romana. Entrou no mais prestigioso dos seminários romanos, o Pontifício Seminário Romano, e depois de se tornar padre em 1908, logo assumiu o papel de oficial no vicariato de Roma. Apesar de ter feito algum trabalho como pastor em Roma, di Jorio sempre se preocupou principalmente com o seu trabalho na burocracia do Vaticano, e em 1918 ele assumiu o papel de presidente do Istituto per le Opere di Religione (Instituto para as  Obras de Religião).
Sob a direção do Papa Pio XI, que estava ansioso para resolver a "Questão Romana" que manteve o Papa como "prisioneiro do Vaticano" desde a unificação italiana em 1870, di Jorio formou uma estreita associação com Bernardino Nogara na década de 1920. Depois que o Tratado de Latrão resolveu a "Questão Romana" e tornou o Vaticano um Estado independente, di Jorio foi escolhido por Nogara para administrar o Banco do Vaticano e auxiliado por leis que permitiam a Nogara comprar ações livremente em qualquer empresa, mesmo que tornasse os produtos contrários. Para os ensinamentos da Igreja Católica, o Vaticano cresceu imensamente rico, comprando extensivamente em corporações ricas como a General Motors, Standard Oil, bem como a Italgas, o principal fornecedor de gás na Itália na época.

## Carreira episcopal
Padre di Jorio (mais tarde Monsenhor) continuou a dirigir o Istituto per le Opere di Religione (e o fez até depois do Vaticano II), mas também desempenhou muitos outros papéis na Cúria durante estes anos, tornando-se notavelmente Secretário do Sacro Colégio de Cardeais em 1947. Ele foi secretário do conclave durante a eleição do papa João XXIII, que colocou seu zuchetto na cabeça de di Jorio no final do conclave, uma promessa tradicional de que faria di Jorio cardeal. Seis semanas depois do conclave, di Jorio foi elevado ao cardeal-diácono de S. Pudenziana no consistório de 15 de dezembro de 1958. Mais tarde foi consagrado arcebispo titular de Castra Nova em 19 de abril de 1962, quando o papa João decretou que todos os cardeais deveriam ser bispos. Ele optou pela ordem dos cardeais-sacerdotes e sua diácona foi restaurada ao título em 26 de junho de 1967.
O cardeal di Jorio participou do Concílio Vaticano II e do conclave de 1963, que elegeu o papa Paulo VI. Embora já tivesse setenta e nove anos na época, ele continuou como chefe efetivo do Banco do Vaticano até 1968. Não participou aos dos dois conclaves de 1978 por ter completado oitenta anos. Com a morte de José da Costa Nunes, em 29 de novembro de 1976, di Jorio tornou-se o membro mais antigo do Colégio dos Cardeais. O Papa Paulo VI pregou uma homilia especial para ele no septuagésimo aniversário de sua ordenação sacerdotal.
Ele morreu em casa, em Roma, em 5 de setembro de 1979, aos 95 anos.